# Rotraut de Neve
Rotraut de Neve (* in Deutschland) ist eine deutsche Schauspielerin, Theaterregisseurin und Tanztheaterinterpretin.

## Künstlerische Biographie
Die Schauspielerin und Regisseurin Rotraut de Neve absolvierte ihre Schauspielausbildung bei Marlise Ludwig und hatte ihren ersten Bühnenauftritt am Renaissance-Theater in Berlin. Vier Semester Studium der Germanistik, Philosophie und Geschichte in Frankfurt waren der Ausbildung vorangegangen – die Grundlage für ihre späteren eigenen Stücke mit gesellschaftskritischem und geschichtlichem Hintergrund. Weitere künstlerische Prägung erhielt sie u. a. durch Seminare bei Peter Brook, Paris und Unterricht im Actors Studio New York sowie durch Akrobatik und Tanz.
Von 1985 bis 1989 leitete sie zusammen mit Heidrun Vielhauer das Bremer Tanztheater mit einer 18-köpfigen Truppe aus Tänzern und Schauspielern und setzte in der Verbindung von Tanz und Sprache neue Maßstäbe im Tanztheater.

### Engagements
Nach Engagements an verschiedenen Bühnen, u. a. Stadttheater Luzern, Stadttheater Münster, Theater der Städte Bremen, Köln, Frankfurt und dem Schillertheater Berlin war sie eine der Protagonistinnen am Hamburger Schauspielhaus unter der Intendanz von Niels Peter Rudolph. Ihre künstlerische Karriere führte u. a. zur Zusammenarbeit mit den Regisseuren Augusto Fernandes, Christof Nel, Niels Peter Rudolph, Roberto Ciulli, Hans Günther Heyme, Peter Palitzsch und v. a.

### Auszeichnungen
- Gewinnerin beim Wettbewerb beste deutschsprachige Nachwuchsschauspielerin der Firma Lux
- Preisträgerin der Akademie der Künste Berlin für die Rolle der Antigone in der Übersetzung von Hölderlin

## Inszenierungen und Stückbearbeitungen (Auswahl)
Neve führte Regie an zahlreichen Theatern und vielen Stücken, die sie zum Teil selbst bearbeitete. Darunter sind:
- Don Quijote von Cervantes: Bearbeitung des Romans zum Bühnenstück / Regie
- Shakespeare`s sämtliche Werke: Bearbeitung zu einem 2 Personen Stück / Regie
- Goethes Urfaust: Bearbeitung und Regie
- „Little Zoo Bar“ Abschlussinszenierung mit Schauspielschülern der Fachschule Opimiskeskus Outokumpu / Finnland
- „Ghetto“ von Sobol am Staatstheater Meiningen

## Eigene Projekte: Verbindung Tanz Schauspiel
1982 holte sie die Tänzerin und Choreographin Heidrun Vielhauer, zu dieser Zeit im Leitungsgremium in der Tanzfabrik Berlin, als Gast an das Hamburger Schauspielhaus zu einer ersten schauspielübergreifenden Produktion. „Der letzte Schrei“, dieses erste gemeinsame Tanz-Schauspiel-Stück, das in Zusammenarbeit mit Imogen Kogge entstand und die Situation der Frau zwischen Aufbruch und Konvention, Mythos und Alltag ausleuchtete, fand überregionale Beachtung. Auch die zweite Produktion mit dem Titel „Zwei Weiber“ kam am Hamburger Schauspielhaus zur Premiere. Diesmal stehen Sprache und Tanz als sich gegenseitig in Frage stellende und herausfordernde Künste gegenüber. Diese Kombination aus Tanz und Schauspiel eröffnete neue Sichtweisen im Theater in Richtung Performance. Mit dem Stück „Zwei Weiber“ gingen sie auf eine längere Latein-Amerika-Tournee, eingeladen vom Goethe-Institut. Weitere Tourneen folgten durch Deutschland, Europa, Südamerika.

### Tanztheaterproduktionen
In Zusammenarbeit mit Heidrun Vielhauer kamen folgende Tanztheaterproduktionen zustande:
- 1983: „Der letzte Schrei“ – Hamburger Schauspielhaus
- 1985: „Zwei Weiber“ – Hamburger Schauspielhaus
- 1986: „Gezeiten“ / „Daisy tritt über die Ufer“ – Bremer Tanz Theater
- 1987: „A Singleton Project“ – Bremer Tanz Theater
- 1988: „IO! A Mouthful of Birds“ – Bremer Tanz Theater
- 1989: „Rituale“ – Bremer Tanz Theater
- 1990: „Cornelia Goethe“ – Koproduktion NTT / Kulturfabrik Kampnagel / Hebbel-Theater Berlin
- 1991: „Die Frauen Bach“ – Koproduktion NTT / Theater Bremen
- 1992: „Schlüssel im Kühlschrank“ – Koproduktion NTT / Kulturfabrik Kampnagel / Staatstheater Stuttgart
- 1993: „Kassandra 1“ – Koproduktion NTT / Kulturfabrik Kampnagel
- 1994: „Kassandra 2“ – Koproduktion NTT / Kulturfabrik Kampnagel / Theater Ludwigshafen / Theater Marl
- 1997: „Kabylon“ – Koproduktion NTT / Widu Theater, heute Theater Hof/19 in Oldenburg

Die Produktionen „Gezeiten / Daisy tritt über die Ufer“ und „Rituale“ wurden von Radio Bremen aufgezeichnet.

### Seminare
Aus den Erfahrungen ihrer gemeinsam mit Heidrun Vielhauer geleiteten Seminare im In- und Ausland entwickelte Rotraut de Neve zusammen mit Heidrun Vielhauer ein Unterrichtsprogramm, das sowohl Techniken der Tanz- und Schauspielkunst  als auch des Tanztheaters und der Performance Art vereint. Diese spezielle künstlerische Ausrichtung vermittelten sie Menschen unterschiedlicher Kulturen in ihren Seminaren im In- und Ausland, u. a. in Tunis, Atlanta, Havanna, Ecuador, Argentinien, Prishtina / Kosovo.
Seit 2002 leitet sie im Team mit Heidrun Vielhauer das innovative Weiterbildungs-Projekt YOP Year of Performance, eine Zusatzqualifikation in Tanz Schauspiel Performance, in der Trägerschaft: Norddeutsches Tanztheater e.V. Diese Ausbildung mit Zertifikat zum Community Performance Teacher gilt als europäisches Pilotprojekt mit Modellcharakter.

## Filmografie (Auswahl)
- 1969: Kommissar X – Drei goldene Schlangen